# Cattedrale di Königsberg
La cattedrale di Königsberg è un edificio in stile gotico baltico, situato su un'isola del fiume Pregel chiamata in tedesco Kneiphof, nella odierna città russa Kaliningrad, che fino al 1945 si trovava in territorio tedesco col nome di Königsberg.

## Storia

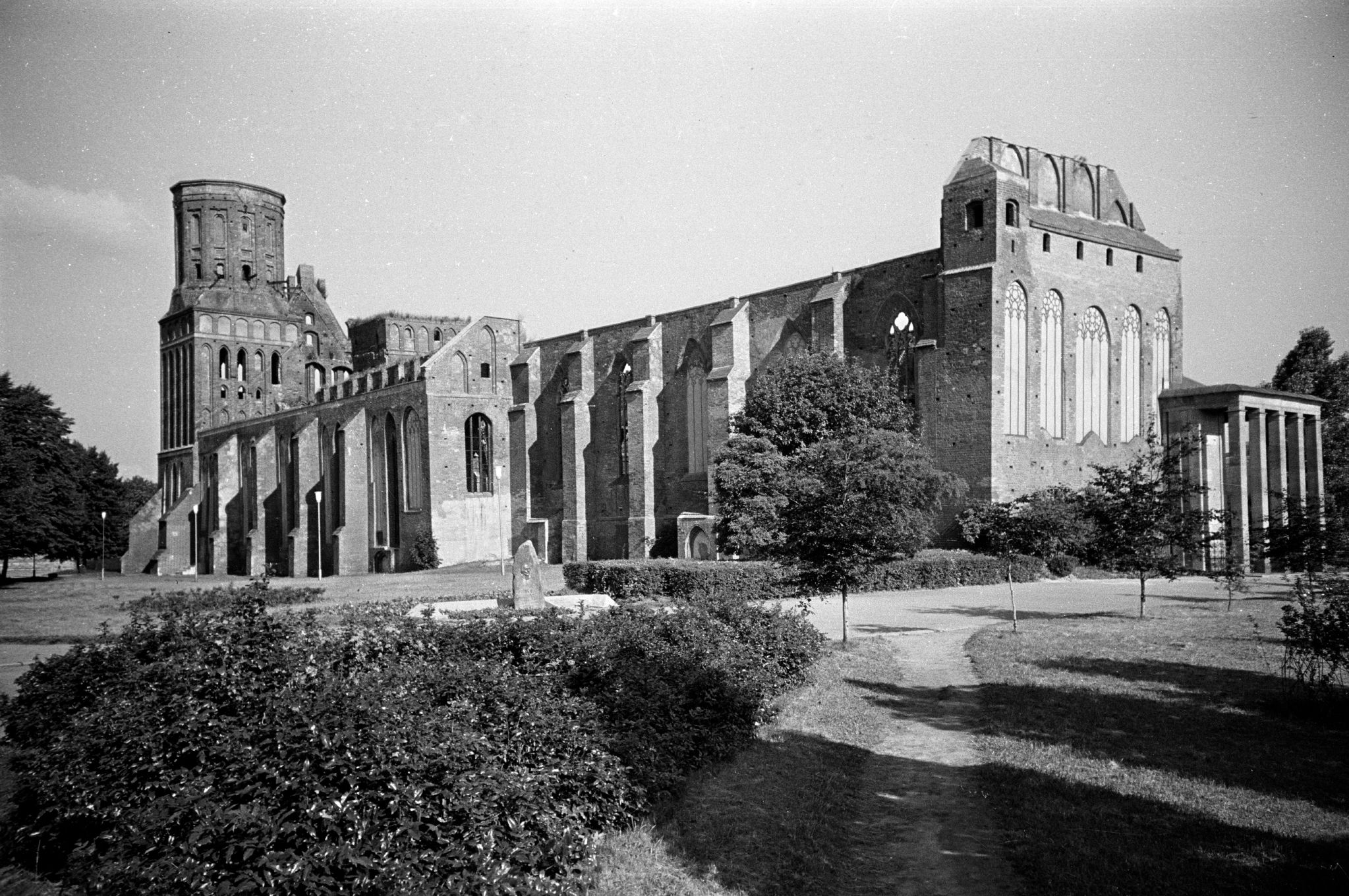
La cattedrale nel 1988

Su iniziativa del vescovo di Sambia, l'antica cattedrale di Königsberg venne demolita, poiché ritenuta ormai troppo piccola, ed i suoi materiali vennero impiegati nei lavori di costruzione del nuovo edificio, collocato sull'isola Kneiphof.
La costruzione della cattedrale iniziò nel 1333 e venne completata, in tempi relativamente brevi, circa cinquant'anni dopo, nel 1380. In origine la cattedrale era dotata di due guglie, ma un incendio, nel 1544, le distrusse entrambe, così ne venne ricostruita solamente una, quella del lato sud.
Nel 1640 venne montato un orologio sulla guglia ricostruita, mentre nel 1695 la cattedrale venne dotata di un organo.
Durante la seconda guerra mondiale venne duramente bombardata, tanto da distruggere la guglia ed uccidere le centinaia di persone che si erano riparate all'interno di essa. Dopo il conflitto, venne fatta tabula rasa di tutti gli edifici storici che sorgevano sull'isola di Kneiphof, da parte delle autorità sovietiche, venne poi realizzato l'attuale grande parco che circonda la chiesa.
La cattedrale però non venne ricostruita fino al 1994, quando venne restaurata la guglia. L'anno successivo venne ricollocato un orologio, mentre tra il 1996 e il 1998 venne ricostruito il soffitto e rifatte le grandi vetrate. Oggigiorno la cattedrale ospita due piccole cappelle, una luterana ed un'altra ortodossa, capaci di ospitare non più di una ventina di persone al massimo. Gran parte del piano terra dell'edificio è occupato dalla sala per i concerti, mentre i piani superiori ospitano il museo.

## La tomba di Kant
La tomba di Immanuel Kant si trova in un piccolo mausoleo, nell'angolo nord-est della cattedrale. In origine, il filosofo venne seppellito all'interno dell'edificio, ma nel 1880 i resti vennero posti in una nuova cappella neogotica posta all'esterno. Nel 1924, in occasione del bicentenario della nascita di Kant, la cappella venne demolita e venne costruito il mausoleo attuale, progettato dall'architetto Friedrich Lahrs.